# Kostel svatého Vavřince (Červená Lhota)
Kostel svatého Vavřince je farní kostel římskokatolické farnosti Červená Lhota zasvěcený svatému Vavřincovi. Kostel se nachází v Červené Lhotě na jižním okraji obce v kopci. Kostel byl postaven pravděpodobně ve 13. století a je jednolodní stavbou s pozdně románským jádrem, součástí stavby je kamenná barokní hranolová věž. Kostel má ústupkový portál, příčnou loď a půlkruhovou apsidu. Kostel je chráněn jako kulturní památka České republiky.

## Historie
Kostel byl postaven pravděpodobně ve 13. století, původně měl jeden historický portál a sakristii, později byl jeho presbytář plně zmodernizovaný, věž byla postavena někdy později, její součástí jsou 3 zvony, nejstarší a největší zvon pochází z roku 1515. V roce 1609 v kostele působil Jan Novokolínský a v roce 1624 v kostele působil Jakub Petroselinus, fara při kostele byla postavena již v době jeho vzniku. Později, v roce 1785, začal v kostele působit Josef Scheiner a v roce 1829 začal v kostele působit i František Schmid. Kostel byl v 16. století nekatolický. Roku 1751 byl kostel navýšen o zvonicové patro, do kterého se vstupovalo po točitém schodišti. V roce 1899 byl kostel rekonstruován a rozšířen o příčnou loď s bočními kaplemi a půlkruhovou apsidu.
V roce 2011 byl kostel archeologicky prozkoumán.
Kolem kostela se dříve nacházel hřbitov, v roce 1894 byl přestěhován jižně od obce k silnici směrem do Číhalína.

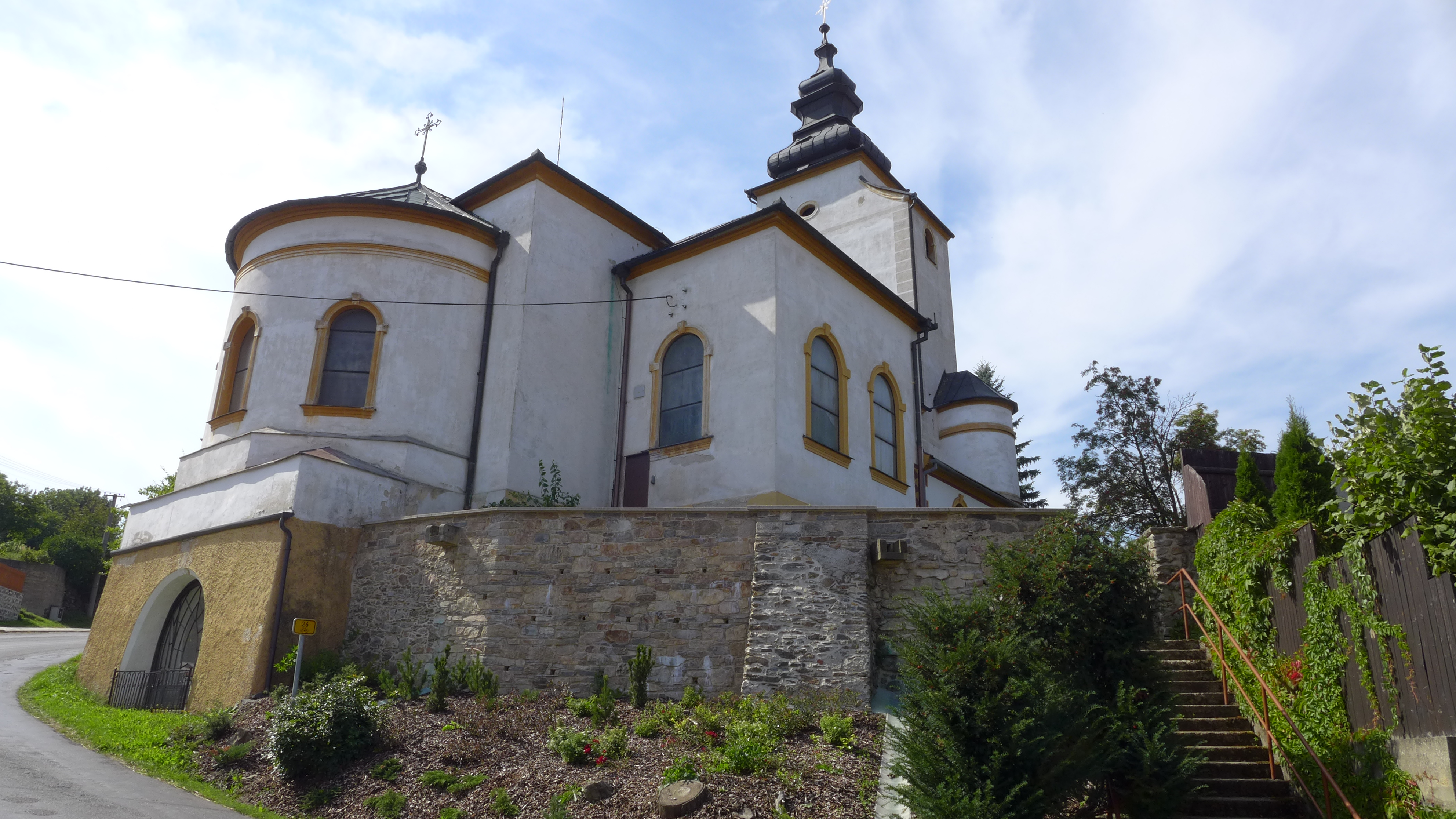
Pohled na kostel